# Vrijheidsboom van Nieuw-Nickerie
Er staat sinds 1 juli 1913 een Vrijheidsboom in Nieuw-Nickerie. De boom werd geplant op het Volksplein (toen nog Willemsplein genaamd) ter herinnering aan 50 jaar afschaffing van de slavernij in Suriname.
In 1913 werd de afschaffing uitgebreid gevierd met een programma van meerdere dagen. De boom werd geplant door de voormalige slaafgemaakte Profit en de Afro-Surinaamse Helena Pindo. Om de boom werd een – volgens het dagblad Suriname "fraaie" – omheining gebouwd. Op dezelfde dag werd op het plein een gedenkteken van koning Willem III onthuld. Het einde van de slavernij gebeurde tijdens zijn koningschap in 1863.

## Onrust op deDag van de Vrijhedenin 1972
Op 1 juli 1972, tijdens de viering van de Dag der Vrijheden (ketikoti), was het onrustig in Nieuw-Nickerie omdat het feestcomité tijdens rondgang met de kransleggingen het borstbeeld van Mahatma Gandhi als eerste had gepland. Het comité had voor deze volgorde gekozen omdat Gandhi zowel in Afrika als in India had gestreden tegen onderdrukking. Het publiek vond echter dat er begonnen moest worden bij de Vrijheidsboom en richtte zijn woede op het borstbeeld. De politie wist de gemoederen te sussen en vervolgens vertrok een groot deel van de aanwezigen en bleven voor de geplande optocht slechts een groep padvinders en twee tractoren over. Later slonk het aantal aanwezigen nog verder door de ellenlange toespraken. Door de magere opkomst werd de culturele show in de avond afgelast.